# Pessikta
La Pessikta (judéo-araméen : פסיקתא Pesiqta) est un type de midrash rassemblant des sermons sur des sujets liés au chabbat et aux fêtes juives. 
Ces recueils de sermons tirent leur nom de l’« interruption » (judéo-araméen : פסקא piska) entre chacun de ces sermons que rien ne relie entre eux. Selon une autre explication, ils seraient souvent basés sur un « verset » (hébreu : פסוק passouk) de la section de Torah ou des livres prophétiques lus pendant les jours où le sermon est prononcé.
La Pessikta la plus ancienne est celle de Rav Kahana (bien que rien n’indique qu’elle doive lui être attribuée). Rédigée en hébreu entre les Ve et VIe siècles en terre d’Israël, elle a été partiellement intégrée à la Pessikta Rabbati, compilée au IXe siècle EC, et dont les sermons visent aussi à répondre à des points de Loi. 
Une Pessikta hadeta (« nouvelle pessikta ») ou Pessikta Zoutreta (« petite pessikta ») a été rédigée au (XIe siècle) par Touvia ben Eliezer. Il ne s’agit cependant pas d’une véritable pessikta mais d’un recueil midrashique sur le Pentateuque et les Cinq Rouleaux, plus connu sous le nom de Midrash Lekah Tov.